# Charles Champaud
Pour les articles homonymes, voir Champaud.
Charles Champaud est un gymnaste suisse, professeur de gymnastique en Bulgarie né en 1865. Il a été le premier participant olympique bulgare de l'histoire.

## Histoire
Selon le Comité Olympique Bulgare, le professeur Todor Yonchev, président du club de gymnastique "Yunak" de Sofia, a coordonné une équipe de quatre gymnastes bulgares pour participer à ces premiers jeux modernes lors des épreuves de gymnastique. Mais seul Charles Champaud participe  à trois concours. La Bulgarie fait donc partie des délégations présentes aux premiers Jeux olympiques d'été.
Charles Champaud fait partie d'un groupe de 12 professeurs suisses de gymnastique engagés à la fin du XIXe siècle pour enseigner en Bulgarie et mieux structurer le mouvement sportif gymnaste national. En 1895, il organise le premier match de football à Sofia.
Charles Champaud ne remporte aucune médaille et son classement n'est pas connu.

## Palmarès

### Jeux olympiques
- Jeux olympiques d'été de 1896 à Athènes ( Grèce)

Charles Champaud fit le concours de barres parallèles, de cheval d'arçon et de saut de cheval. Le jury ne donna pas de notes mais attribua seulement le classement du podium.
| Épreuves          | Place | Gymnaste         |
| ----------------- | ----- | ---------------- |
|                   |       |                  |
| barres parallèles | –     | Charles Champaud |
|                   |       |                  |
| cheval d'arçon    | –     | Charles Champaud |
|                   |       |                  |
| saut de cheval    | –     | Charles Champaud |
|                   |       |                  |